# Liste des sites mégalithiques dans le district de Viana do Castelo
Cette liste non exhaustive recense les principaux sites mégalithiques dans le district de Viana do Castelo, au Portugal.

## Liste
| Site                                                   | Type          | Municipalité                       | Notes               | Coordonnées | Image |
| ------------------------------------------------------ | ------------- | ---------------------------------- | ------------------- | --- | ----- |
| Nécropole mégalithique du plateau de Castro Laboreiro  |               | Castro Laboreiro et Lamas de Mouro |                     | 42° 04′ 21″ N, 8° 06′ 09″ O 42° 04′ 19″ N, 8° 05′ 58″ O                                                         |       |
| Mamoa de Batateiro                                     | Dolmen        | Melgaço                            |                     | 41° 59′ 30″ N, 8° 16′ 07″ O                                                                                     |       |
| Anta en Porreira                                       | Dolmen        | Paredes de Coura                   |                     | 41° 57′ 34″ N, 8° 33′ 06″ O                                                                                     |       |
| Antela da Cruz Vermelha                                | Dolmen        | Paredes de Coura                   | dolmen christianisé | 41° 51′ 16″ N, 8° 31′ 23″ O                                                                                     |       |
| Mámoas de Cha de Lamas                                 | Dolmen        | Paredes de Coura                   |                     | 41° 54′ 28″ N, 8° 29′ 40″ O                                                                                     |       |
| Anta Cha da Escusalha                                  | Dolmen        | Ponte da Barca                     |                     | 41° 50′ 26″ N, 8° 15′ 17″ O                                                                                     |       |
| Anta Lapa da Moura                                     | Dolmen        | Ponte da Barca                     |                     | 41° 50′ 13″ N, 8° 16′ 12″ O                                                                                     |       |
| Statue-menhir da Ermida,                               | Statue-menhir | Ponte da Barca                     |                     | 41° 49′ 11″ N, 8° 15′ 31″ O                                                                                     |       |
| Antas de Serra do Soajo (Centre mégalithique de Mezio) | Tumulus       | Arcos de Valdevez                  | 8 dolmens           | 41° 53′ 03″ N, 8° 18′ 48″ O 41° 53′ 15″ N, 8° 18′ 51″ O 41° 53′ 18″ N, 8° 18′ 56″ O 41° 52′ 46″ N, 8° 18′ 48″ O |       |
| Mamoa da Pedreira                                      | Dolmen        | Viana do Castelo                   |                     | 41° 38′ 05″ N, 8° 46′ 20″ O                                                                                     |       |
| Mamoa de Eireira                                       | Dolmen        | Viana do Castelo                   |                     | 41° 47′ 34″ N, 8° 52′ 01″ O                                                                                     |       |
| Anta de Barrosa                                        | Dolmen        | Vila Praia de Âncora               |                     | 41° 48′ 36″ N, 8° 51′ 02″ O                                                                                     |       |